# Bokmål
El bokmål (llengua de llibre) és un dels dos estàndards de la llengua noruega, fruit de la norueguització del danès. Igual que l'altra norma noruega, el nynorsk, és essencialment un llenguatge escrit, ja que la majoria dels noruecs parlen dialectes diferents de la llengua escrita. El bokmål és proper al danès i en part en deriva, car el danès fou l'idioma de cultura a Noruega durant el segle xix. Dels dos estàndards de noruec, el bokmål és el més antic i més utilitzat al país, amb una proporció estimada del 85-90% de la població de Noruega. La part occidental de Noruega és l'única zona en què no és majoritari. A més, el bokmål és l'estàndard que se sol ensenyar als estudiants estrangers de la llengua noruega. Hi ha una norma ortogràfica més conservadora, coneguda comunament com a riksmål, que no és una forma de llengua oficial, però sí que és àmpliament utilitzada a la premsa i la literatura.

## Història
L'ortografia va ser adoptada oficialment el 1907 sota el nom de riksmål després d'haver estat desenvolupant-se des del 1879. Era una adaptació de l'escriptura danesa, que era la llengua d'ús comú des de la unió amb Dinamarca, contraposada al danès-noruec parlat per la població urbana i l'elit intel·lectual de Noruega, especialment a la capital. Quan el 1923 el gran diari conservador Aftenposten va adoptar l'ortografia de 1907, el danès escrit va deixar pràcticament d'usar-se a Noruega.
El nom bokmål va ser adoptat oficialment el 1929, juntament amb una reforma radical de la nova llengua, amb l'objectiu d'unir les dues formes de la llengua en el samnorsk (noruec comú) en el futur. Aquesta reforma, però, va trobar una forta oposició inicial per l'elit intel·lectual, que va mantenir l'ortografia anterior i el nom riksmål. Després de la Segona Guerra Mundial la lluita contra el samnorsk va augmentar i es va convertir en més d'un moviment popular, més o menys sense precedents a Noruega. Més tard, les reformes del llenguatge han invertit moltes de les formes radicals de bokmål, de manera que l'ortografia actual és propera a la que defensen els partidaris del riksmål. El procés d'unificació del llenguatge es va aturar a partir de la dècada del 1960, però no es va abandonar oficialment fins al 2002.
Si bé era l'únic idioma que s'ensenyava a les escoles a finals del segle xix, el riksmål / bokmål va experimentar un ràpid descens cap a la Segona Guerra Mundial, quan el nynorsk es va estendre a la majoria dels comtats de Noruega i en total més d'un terç dels alumnes d'escoles primàries estudiaven en aquesta forma de la llengua. Després de la guerra, la situació es va capgirar i el bokmål va recuperar gran part del terreny perdut fins a l'any 1975. Després d'una lleu recessió cap al 1990, des de llavors el bokmål ha tingut un augment lent però constant, i és ara (2011) l'idioma de preferència del 87% dels alumnes de l'escola primària. El nynorsk és actualment una llengua merament regional per als quatre comtats de l'oest de Noruega.

Mapa de les formes oficials d'idiomes dels municipis noruecs. El vermell és bokmål, el blau és nynorsk i el gris representa les zones neutres.

Malgrat mantenir-se proper al danès, el bokmål n'ha divergit amb detalls notables (o simplement ha acceptat dues possibles formes de dir quelcom). N'és un exemple la manera de dir els nombres a partir de 20, que antigament s'estructuraven "unitat+i+desena" (típic del danès, potser per influència de l'alemany i el neerlandès), mentre que ara s'accepta també l'ordre "desena+unitat". Així, per exemple, per dir "vint-i-u" hom pot triar entre enogtyve ("u-i-vint") o tjueen ("vint-i-u").
En bokmål hi ha, teòricament, tres gèneres pels substantius: masculí, femení i neutre (com a l'antic nòrdic o al nynorsk). A la pràctica però s'accepta que tots els mots femenins declinin com els masculins, tal com es fa en el danès (i per tant també en la versió més conservadora del bokmål, el riksmål), de manera que els gèneres queden reduïts a dos: comú i neutre.

## Característiques

### Diferències del danès
La següent taula mostra les principals diferències entre el noruec bokmål i el danès.
|                                                                                                | Danès                                           | Bokmål                  |
| ---------------------------------------------------------------------------------------------- | ----------------------------------------------- | ----------------------- |
| Sufix del plural amb -ene o -erne les dones els carros                                         | sí kvinderne vognene                            | no kvinnene vognene     |
| Diftongs de l'escandinau oriental bruc fenc                                                    | no hede hø                                      | sí hei høy              |
| Suavització de la p, t i k pèrdua (substantiu) menjar (substantiu) sostre (substantiu)         | sí tab mad tag                                  | no tap mat tak          |
| Vocabulari danès espantat (adjectiu) enfadat (adjectiu) noi (substantiu) granota (substatntiu) | sí bange (també ræd) vred dreng (també gut) frø | no redd sint gutt frosk |